# Astilbe okuyamae
Astilbe okuyamae là một loài thực vật có hoa trong họ Saxifragaceae. Loài này được H.Hara miêu tả khoa học đầu tiên năm 1939.